# Glenda Collins
Glenda Collins (* 16. Dezember 1943 in London, Vereinigtes Königreich) ist eine britische Pop-Sängerin der 1960er Jahre.

## Biografie
Mit 12 Jahren trat Glenda Collins in der Carroll Levis Discovery Show, einem Talentwettbewerb der BBC, auf. Dies führte zu weiteren Auftritten im Fernsehen und Rundfunk sowie 1959 in der The Joe Lynch Show im Londoner Metropolitan Theatre.
Anfang der 1960er Jahre erschienen mehrere Singles bei Decca Records, darunter das zuvor von Bing Crosby und Perry Como aufgenommene Stück Oh, How I Miss You Tonight (Februar 1961) und das von Barry Mann und Cynthia Weil geschriebene Find Another Fool (Dezember 1961), erstmals von den Marcels veröffentlicht. Nach drei erfolglosen Singles wurde Collins aus ihrem Decca-Vertrag entlassen.
Ihr Vater Eric Collins, der als ihr Manager fungierte, verschaffte ihr daraufhin ein Vorsingen bei Joe Meek, der gerade mit seiner Produktion Telstar einen großen Hit für die Tornados gelandet hatte. Meek nahm die 19-Jährige unter Vertrag.
Im Mai 1963 erschien bei His Master’s Voice (HMV) die erste von Meek geschriebene und produzierte Single, I Lost My Heart at the Fairground. If You've Got to Pick a Baby folgte im November 1963 als zweite Single. 1964 nahm sie eine Coverversion das Doo-Wop-Stücks Lollipop auf. Keine der HMV-Singles brachte den erwünschten Durchbruch, sodass Collins erneut ihren Plattenvertrag verlor. Sie wechselte zu Pye Records, arbeitete aber weiterhin mit Joe Meek zusammen. In diesem Zeitraum ging sie mit Helen Shapiro und Cliff Richard auf Tournee und trat in Fernsehsendungen wie Discs a Go-Go, Juke Box Jury und Ready Steady Go auf.
Die erste Pye-Single, Something I've Got to Tell You, war ein Albumtrack der Honeycombs. Gefolgt wurde dies im Juli 1966 von dem Protestlied It's Hard to Believe It. Dies sollte ihre letzte Single-Veröffentlichung der 1960er bleiben, da sich Joe Meek im Februar 1967 das Leben nahm. Collins gab ihre Gesangskarriere daraufhin auf und nahm einen Bürojob an. Keine ihrer mit Meek produzierten Singles war trotz seiner innovativen Produktionstechniken wie Soundeffekte, Echos und Overdubs ein Hit. Auf vielen der Aufnahmen spielte Ritchie Blackmore.
1997 erschien eine Compilation mit allen Aufnahmen von 1960 bis 1966 sowie sechs bis dahin unveröffentlichten Demoaufnahmen, darunter Sing C’est la Vie von Sonny and Cher. 1999 nahm sie eine Version von Avenues and Alleyways, der Titelmelodie der britischen Krimiserie Kein Pardon für Schutzengel (Originaltitel: The Protectors) auf.
2020 erschien mit The Long Drop erstmals wieder eine neue Single.

## Diskografie

### Singles
- 1960: "Take a Chance" / "Crazy Guy" (Decca 45-F 11280)
- 1961: "Oh, How I Miss You Tonight" / "The Age For Love" (Decca 45-F 11321)
- 1961: "Head Over Heels in Love" / "Find Another Fool" (Decca 45-F 11417)
- 1963: "I Lost My Heart at the Fairground" / "Fell So Good" (His Master’s Voice POP 1163)
- 1963: "If You've Got to Pick a Baby" / "In the First Place" (His Master’s Voice POP 1233)
- 1964: "Baby It Hurts" / "Nice Wasn't It" (His Master’s Voice POP 1283)
- 1964: "Lollipop" / "Everybody's Gotta Fall In Love" (His Master’s Voice POP 1323)
- 1965: "Johnny Loves Me" / "Paradise For Two" (His Master’s Voice POP 1439)
- 1965: "Thou Shalt Not Steal" / "Been Invited to a Party" (His Master’s Voice POP 1475)
- 1966: "Something I've Got to Tell You" / "My Heart Didn't Lie" (Pye 7N.17044)
- 1966: "It's Hard to Believe It" / "Don't Let It Rain On Sunday" (Pye 7N.17150)
- 2020: "The Long Drop" / "Numbers" (Future Legend Records FLRSGC01)

### EPs
- 1963: If You've Got to Pick a Baby: "If You've Got to Pick a Baby", "I Lost My Heart in the Fairground", "In the First Place", "Feel So Good" (La Voix De Son Maître 7 EGF 690)

### Compilations
- 1990: Been Invited to a Party: The Singles Collection 1963–1966 (Connoisseur Collection CSAP CD 108)
- 1996: Let's Go – Joe Meek's Girls! (RPM 166)
- 1997: This Little Girl's Gone Rockin'! (RPM Records RPM 182)
- 1999: Cult Themes from the 70's, Vol. 2 (Future Legend Records FLEG.12CD)
- 2023: Baby It Hurts – The Holloway Road Sessions: 1963–1966 Singles, Sessions, Outtakes, Demos and More (Cherry Red TCTBX6)